# Catie DeLoof
Catie DeLoof (12 de fevereiro de 1997) é uma nadadora estadunidense, medalhista olímpica.

## Carreira
Formada pela Universidade de Michigan, DeLoof conquistou a medalha de bronze nos Jogos Olímpicos de Verão de 2020 em Tóquio na prova de revezamento 4×100 m livre feminino, ao lado de Erika Brown, Abbey Weitzeil, Natalie Hinds, Simone Manuel, Allison Schmitt e Olivia Smoliga, com a marca de 3:32.81.